# José Custodio de Sáa y Faría
José Custodio de Sáa y Faría (Lisboa, Portugal, entre 1710 y 1723 – Luján, Virreinato del Río de la Plata, 8 de enero de 1792) fue un cartógrafo, geógrafo, arquitecto e ingeniero portugués, militar y exgobernador del estado de Río Grande del Sur, que capturado por la expedición de Pedro de Cevallos se pasa al bando español, residiendo desde entonces en Buenos Aires, adonde realiza importantes construcciones para la ciudad.

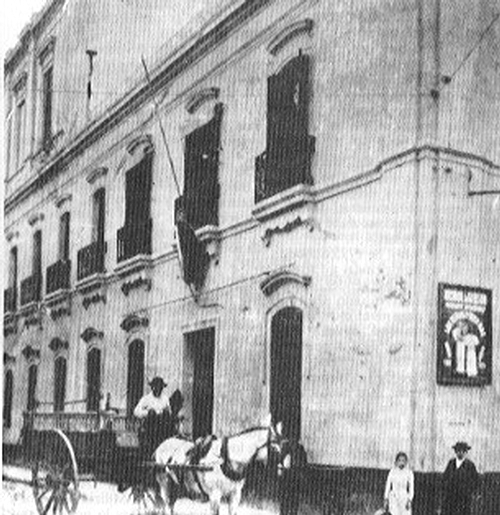
Edificio de las Casas Redituantes de la Universidad, a principios de siglo.

## Biografía

### Etapa portuguesa
José Custodio de Sáa y Faría nació en Lisboa, Portugal, entre 1710 y 1723, siendo cartógrafo, geógrafo, arquitecto e ingeniero, militar y funcionario de importante trayectoria en las colonias portuguesas del Brasil. 
Se unió al ejército portugués en 1740, con especialización en ingeniería y arquitectura en la academia de las fortificaciones militares de Portugal en 1745.
El 13 de enero de 1750, los representantes de España y Portugal firmaron el llamado Tratado de Madrid, queriendo precisar los límites de las posesiones que en América tenían ambas potencias. Entre los ingenieros portugueses se hallaba el capitán de infantería con ejercicio de ingeniero, José Custodio de Saa y Faría, a quien el rey de Portugal nombró para la expedición demarcadora en octubre de 1750, ascendiéndolo a sargento mayor de infantería con ejercicio de ingeniero, otorgándole doble sueldo mientras durara la labor de la comisión demarcadora. Como premio a los tan relevantes servicios prestados en esa demarcación de límites, se le otorgó después el grado de teniente coronel de artillería en 1760, en Río de Janeiro, debido a lo acertadamente que había defendido los intereses de Portugal en la cuestión de límites con España; y en 1764 fue nombrado conde de Cunha y gobernador de Río Grande do Sul. 

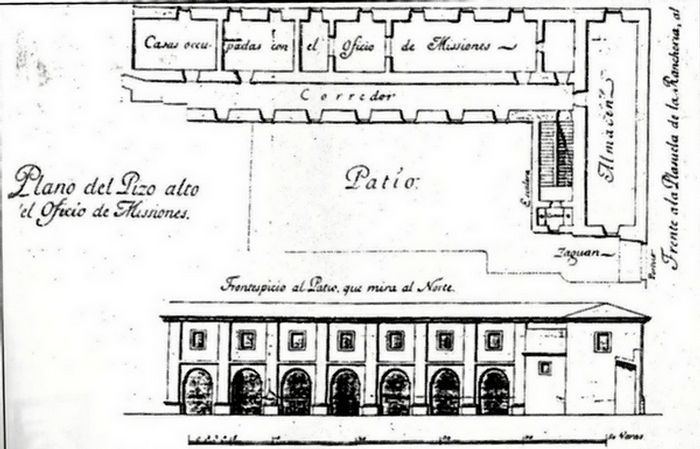
Plano del Piso Alto del Oficio de Misiones, en la parte trasera de la Iglesia de San Ignacio de Buenos Aires, realizado por el ing. Sáa y Faría.

En igual fecha escribió Sáa y Faría a Pedro de Ceballos asegurándole que, como gobernador de Río Grande, pondría de su parte todos los medios para conservar la armonía entre los vasallos de Portugal y España. En marzo de 1767 fue ascendido a coronel y, en mayo de ese mismo año, cayó sorpresivamente sobre los establecimientos españoles de Río Grande, apoderándose de San José del Norte. Era un acto de hostilidad abierto en contra del pacto de 1761, por el que se había anulado el Tratado de 1750. El rey de Portugal aparentemente desaprobó la conducta de Saa y Faría, ordenando su prisión y su envío a la corte; pero lejos de efectuarse, se lo designó gobernador de Río Grande do Sul en marzo de 1769, ocupando ese cargo hasta octubre de 1771. En abril de 1773 fue nuevamente investido del mismo cargo. 
Desde octubre de 1771 era también brigadier de los ejércitos lusitanos. En 1776 se lo halla nuevamente actuando como gobernador de Río Grande do Sul, no permaneciendo nunca ocioso. Así pudo aseverar en un informe de diciembre de 1776, que había examinado personalmente las costas brasileras desde la isla de San Sebastián hasta la bahía de Paranaguá y había determinado las coordenadas de San Pablo. Acababa de escribir ese informe cuando se lo llamó de Río de Janeiro para notificarle que debía volver de inmediato a Río Grande y defender con las armas los intereses de Portugal. 
Mientras tanto, contra las regiones usurpadas ilegalmente se organizó en España la expedición de Pedro de Ceballos, que partió de Cádiz en noviembre de 1776. La Isla de Santa Catarina, una de las usurpaciones portuguesas, había sido muy bien provista por quienes sabían que España se empeñaría en recobrarla. El gobernador Furtado de Mendoza decidió deponer las armas, y en febrero de 1777 envió a Sáa y Faría para negociar con Ceballos una honrosa capitulación. El 2 de marzo hizo a Ceballos la solicitud de que se dejasen transportar a Río de Janeiro las tropas portuguesas. Rechazó esa proposición el jefe español, accediendo tan sólo a conducir allí a los oficiales después de su total rendición, pero quedando en poder de España todas las banderas, cajas de guerra y tropas. En marzo volvió Saa e Faría con amplios poderes para proponer los artículos de las capitulaciones, concluyendo la cuestión en que todos quedaban como prisioneros de guerra.

### Etapa española
Prisionero de Ceballos, Sáa y Faría prefirió abandonar el servicio de su rey y pasar al de España, sin volver a Portugal adonde la justicia militar le habría sido terriblemente adversa. En mayo de 1777 escribió Ceballos al ministro Gálvez que su reconocida capacidad de hábil geógrafo y conocedor profundo de esas regiones le habían movido a guardarlo como rehén, hecho que la Corona aprobó, y en ese mismo mes, Ceballos comunicó que Sáa y Faría pasaba de Montevideo a Buenos Aires, bajo su palabra de honor, mereciendo por su graduación y experiencia que se le tratara con toda atención. 
Desde entonces, fue ininterrumpida su intervención en casi todas las obras de índole técnica que se realizaron durante aquel lapso de años. Era ingeniero militar y, como tal, perito en el arte de fortificar, y también probablemente un profesional en arquitectura. Además, era un artista, aún en sus trabajos científicos, denotando los planos que han llegado hasta nosotros sus innegables dotes. Dibujaba planos y mapas, bellamente delineados y artísticamente dispuestos, mientras evacuaba las consultas que se le hacían sobre cuestiones de límites y sobre la defensa de las costas patagónicas. 
En 1779, recibió la comisión de evaluar el valor de los terrenos y edificios ocupados por la Real Casa de Administración de Tabacos y Naipes. En septiembre de 1782 elevó Sáa y Faría un plano y presupuesto para un proyectado almacén de Artillería, en el Retiro.
El 2 de junio de 1781 el Virrey Vértiz ordena a Sáa y Faría que realice un plano con el reconocimiento de terrenos para un nuevo camino del alto: la traza fue entonces el conocido plano de 1781, verdadera acta de nacimiento del “Nuevo Camino del Alto”, que muestra el recorrido de los caminos desde el arroyo Medrano hasta el límite de San Isidro con San Fernando. 
Luego tuvo Sáa y Faría actuación en una labor ajena a sus antecedentes y que se realizaba muy lejos de Buenos Aires: el socavón que se comenzó a abrir hacia 1778 en el Cerro de Potosí, que tropezaba con dificultades. En febrero de 1783 escribía el gobernador Intendente de Potosí, Jorge Escobedo, al Virrey Vértiz, rogándole enviara a esa villa a Sáa y Faría, ya que su residencia en Buenos Aires facilitaba su rápida traslación, y porque todos convenían en su profunda instrucción y buena voluntad para el trabajo, siendo lo que Potosí necesitaba. 
No es poco lo que se halla sobre su labor como ingeniero desde 1780 hasta 1792, en la nivelación y en el empedrado de las calles de Buenos Aires. Por acuerdo capitular de agosto de 1780 se había decidido, como trabajo fundamental y primario para la pavimentación de las mismas, se encargase a Sáa y Faría que levantara un plano de todas las calles con sus desniveles y con indicación de las obras a realizarse en cada tramo de aquellas. A fines de aquel año ya había realizado su cometido, ofreciéndose los vecinos que ocupaban la cuadra que va del Cabildo a San Ignacio por la calle Bolívar, a costear el empedrado en proporción a sus frentes. En octubre de ese mismo año expidió el virrey un auto concediendo la nivelación y empedrado propuesto, bajo la condición de que se llevase cuenta de los gastos como base para el empedrado de las demás calles. 
Desde junio de 1782 hasta muy entrado el año 1786, hallamos a Sáa y Faría, por decreto virreinal, ocupado en las obras de la Universidad y Casas Redituantes. Escribía Sáa y Faría al Virrey Vértiz en marzo de 1783, manifestándole que había puesto al frente de esa obra a Manuel Álvarez Rocha, a quien sucedió en el cargo de sobrestante Lorenzo Cavenago, y es de él un escrito que se refiere a lo ejecutado en esa obra desde el 5 de junio de 1784 hasta el 31 de diciembre de ese mismo año. Una obra en la que sesenta a ochenta obreros estuvieron trabajando por espacio de cuatro años, no debió ser de pequeñas dimensiones. 
En 1785 hallamos a Sáa y Faría aprobando el contrato celebrado entre Lorenzo Cavenago e Isidro Lorea, por el que éste se comprometía a proveer los ladrillos necesarios para la construcción en la plaza de Monserrat, de las Reales Casas de Universidad y en 1786 se le encargó el asegurar y poner en condiciones adecuadas los cuartos de las casas de Temporalidades destinados a recibir y guardar a los reos de Oruro. En febrero de 1785 y con el dictamen de los maestros albañiles Juan Cortés, Pedro Preciado y el maestro carpintero José González Barcia tasó la casa que ocupaba el Oficio y Administración de Misiones, que estaba en la manzana ocupada por el Real Colegio de San Carlos. Los dos planos referentes a dicho local fueron hechos por Saa y Faría.
También corrió a cargo del ingeniero portugués Sáa y Faría, el proyecto de la Catedral Metropolitana de Montevideo, la Iglesia de la Inmaculada Concepción y San Felipe y Santiago (Iglesia Matriz). En 1790 se colocó la piedra inaugural. 
En 1791, Sáa y Faría solicitó una pensión y se retiró a Luján, adonde fallece el 8 de enero de 1792, enterrándoselo al día siguiente en la Iglesia de Santo Domingo, de la ciudad de Buenos Aires.

## Crítica a su actuación
Sobre su actuación en el Río de la Plata al servicio de la corona española, Luis L. Domínguez sostiene:

…¿será suspicacia temeraria la sospecha que me asalta de que D. Custodio Sa e Faria vino á Buenos Aires en calidad de oculto agente del Portugal, para segundar su antigua política en la cuestión de límites, creándole nuevos embarazos, donde le convenía dejarla indecisa, como en Misiones, y avanzando resueltamente sobre el territorio de España, como en el Paraguay?

## Obras de Sáa y Faría

### En Brasil
Varias fortificaciones en Río de Janeiro (1769): Fuerte de Nuestra Señora de los Placeres (Igatimí, 1774); fortificaciones de la isla de Santa Catalina (1763-1777); la Iglesia de Nossa Senhora da Conceição (1763), la Iglesia de Nuestra Señora Bom Jesus (1765); parroquia de San José de Taquarí (1765); Iglesia de la Santa Cruz de los Militares (primera construcción en 1623); la Iglesia de San Benito (São Pablo).

### En el Río de la Plata
Construcción del edificio de la primera imprenta en Buenos Aires, traída de Córdoba; Casas Redituantes, pertenecientes a la Universidad de Buenos Aires, y otras obras en la Manzana de las Luces, como los Calabozos de Oruro; la Casa de Comedias; la Catedral de Buenos Aires (sobre reconstrucción ya iniciada por otro portugués: el maestro de obras Manuel Álvares da Rocha), La Real Renta del Tabaco, el Noviciado del Convento de San Francisco, el almacén y los cuarteles del Retiro, la Plaza de Toros de Montserrat, varios puentes y caminos; la Catedral de Montevideo (Uruguay); el templo de la localidad de Guadalupe (Canelones, Uruguay); la Iglesia de Maldonado (Uruguay), y otros.